# Bad Luck Blackie
Bad Luck Blackie es un cortometraje animado dirigido por Tex Avery, producido por Fred Quimby y estrenado el 22 de enero de 1949 por Metro-Goldwyn-Mayer. La animación estuvo a cargo de Preston Blair, Walt Clinton, Louie Schmitt y Grant Simmons.
En 1994 apareció en el puesto número 15 de la lista 50 Greatest Cartoons, la cual se basó en los votos de aproximadamente 1000 personalidades de la industria de la animación.

## Sinopsis
El cortometraje cuenta la historia de un pequeño gato blanco que es atormentado por un perro bulldog. Cansado de esta situación, contrata los servicios de Blackie, un gato negro que, según su tarjeta de presentación, pertenece a una compañía de mala suerte. Blackie le entrega al gato un silbato, para que lo llame cuando esté en problemas.
Cuando aparece nuevamente el bulldog, el gato blanco toca el silbato y Blackie pasa frente al perro. Segundos después cae un macetero sobre este. La acción se repite a lo largo de todo el cortometraje, el gato toca el silbato, aparece Blackie y un objeto (los cuales van aumentando de tamaño) cae sobre el perro. Tras recibir golpes de maceteros, pianos, baúles, e incluso caballos, el bulldog le quita el silbato al gato blanco.
Aun cuando intenta deshacerse de Blackie, el gato sale ileso de las trampas que el bulldog le pone. Tras esto, el perro pinta a Blackie de blanco, para que de esta manera, el efecto de la mala suerte no funcione. Cuando Blackie es finalmente capturado, el pequeño gato se pinta de negro y pasa frente al perro. De la misma manera en que la pintura afectó a Blackie, el pequeño gato ahora generaba mala suerte. Tras recibir el golpe de un yunque, el perro se traga el silbato, y es perseguido por una gran cantidad de objetos.